# Platnickia
Platnickia là một chi nhện trong họ mierenjagers (Zodariidae).

## Các loài
Các loài trong chi này gồm:
- Platnickia bergi (Simon, 1895)
- Platnickia bolson Grismado & Platnick, 2008
- Platnickia elegans (Nicolet, 1849) *
- Platnickia roble Grismado & Platnick, 2008
- Platnickia wedalen Grismado & Platnick, 2008